# Freimaurerlogen in Herford
Es gibt fünf Freimaurerlogen in Herford, die im dortigen Logenhaus entweder ihren Sitz haben oder dort ihre Treffen durchführen, und zwei weitere Logen, die sich dort vorübergehend trafen. Erste Treffen von Freimaurern aus der Umgebung der ostwestfälischen Stadt Herford sind aus dem Jahre 1878 überliefert.

## Logenhaus

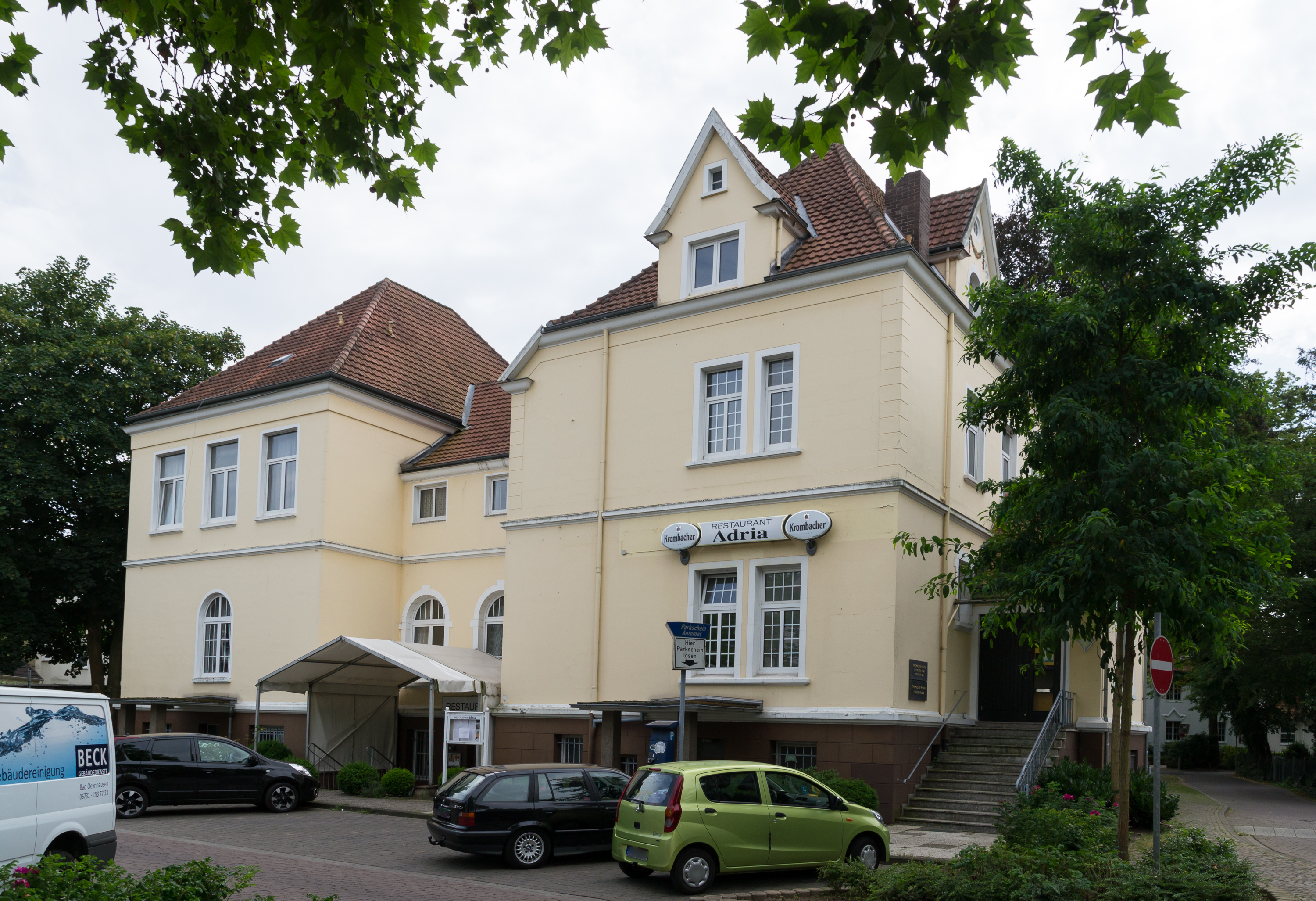
Das Herforder Logenhaus

Nachdem 1899 in Herford die erste Freimaurerloge „Zur Roten Erde“ gegründet worden war, wurde 1906 in der Herforder Altstadt in der Nähe des Alten Marktes das Logenhaus mit der Adresse „Unter den Linden 34“ erbaut. Die Straße „Unter den Linden“ verläuft in einigem Abstand auf der Rückseite des Logenhauses. Sie ist Teil der Herforder Wallanlage, die die Innenstadt umgibt. In einem zweiten Bauabschnitt wurde das Logenhaus 1924 erweitert. Seit 1994 steht das Gebäude unter Denkmalschutz.
Vor dem Logenhaus gibt es einen Parkplatz, der an weiteren zwei Seiten bebaut ist. Erreichbar ist der Parkplatz über die Straße „Fauler Steg“, die an der vierten nördlichen Seite entlang läuft. Im Jahr 2005 erhielt der Platz den Namen „Logenplatz“. Seitdem ist die Adresse des Logenhauses, das an der Westseite des Platzes steht, Logenplatz 2–4.
Während sich in den oberen Stockwerken die Räumlichkeiten für die Freimaurer befinden, gibt es im Untergeschoss ein vermietetes Restaurant.

## Logen im Logenhaus

### Zur Roten Erde
Die Freimaurerloge „Zur Roten Erde“ wurde am 1. Mai 1899 von zwölf Freimaurern gegründet, nachdem bereits mehr als 20 Jahre zuvor erste Treffen von Freimaurern aus der Umgebung von Herford überliefert sind. Die Loge schloss sich der Großloge Royal York zur Freundschaft an und hat seit 1909 ihren Sitz im eigenen Logenhaus. Dort treffen sich Freimaurer aus Herford, Hiddenhausen, Kirchlengern, Bünde, Enger, Vlotho und Bad Salzuflen sowie benachbarten Orten.
Von 1934 bis 1946 konnte die Loge nicht arbeiten. Im Juni 1934 musste sie das Gebäude aufgrund einer Anordnung der NSDAP räumen und die Stadt Herford übernahm die Hausverwaltung. Im März 1937 wurde sie Eigentümerin und die NSDAP mietete das Gebäude und nutzte es als Kreisverwaltungsstelle. Im Juni 1946 trafen sich erstmals wieder Freimaurer im Logenhaus. Seitdem ist die Loge Mitglied in der Großloge der Alten Freien und Angenommenen Maurer von Deutschland (AFAM).
Der Name der Loge ist nicht die Beschreibung einer Bodenbeschaffenheit, sondern symbolisch zu deuten. Dabei steht die Farbe rot für Leben, Leidenschaft und Liebe. Rot ist auch die Farbe der Gerichtsbarkeit. Erde wurde schon früh als Symbol für den Ursprung des Menschen verstanden.

### The Rose of Minden
Die Loge „The Rose of Minden“ wurde 1972 von Englischen Brüdern als Feldloge im Logenhaus in Herford gegründet. Nachdem die Loge zwischenzeitlich ihren Sitz in Minden hatte, zog sie nach dem Abzug der britischen Truppen aus Minden im Jahr 1994 wieder nach Herford.
Minden und Herford gehörten nach dem Zweiten Weltkrieg zur britischen Besatzungszone. Der Name der Loge steht in Verbindung mit der Schlacht bei Minden am 1. August 1759, bei denen Soldaten eines Regiments mit Rosen auf den Hüten kämpften. Rosen wurden danach mit der Schlacht bei Minden in Verbindung gebracht.
Es handelt sich um eine englischsprachige Loge mit der englischen freimaurerischen Verfassung und Tradition. Ihre Mitglieder kommen aus verschiedenen Ländern mit britischen, deutschen und anderen Staatsangehörigkeiten. Die Loge ist Mitglied der Grand Lodge of British Freemasonry in Germany.

### Quell der Wahrheit
Die Johannisloge „Quell der Wahrheit“ e. V. aus Bad Salzuflen hat ihren Sitz ebenfalls im Herforder Logenhaus. Der Verein wurde im Juli 2017 in Vereinsregister eingetragen. Die Loge ist Mitglied der Großen National-Mutterloge „Zu den drei Weltkugeln“ (GNML „3WK“).
1980/81 wurde in Bad Salzuflen unter der Schirmherrschaft der Johannisloge „Wilhelm zur deutschen Treue“ in Hannover eine neue Tochterloge der Großen National-Mutterloge „Zu den drei Weltkugeln“ gegründet. Sie nannte sich „Quell der Wahrheit“. An der Lichteinbringung nahmen viele Brüder der Hamburger Johannisloge „Vom Fels zum Meer“ teil.

### Frauenloge Symbola
Die Freimaurerinnenloge „Symbola“ e. V. wurde im April 2007 als erste Loge nur für Frauen in Bielefeld gegründet. Bereits seit 2004 boten Freimaurerinnen in Bielefeld Gästeabende für interessierte Frauen an. Die Loge ist ein eingetragener Verein und hat ihren Sitz im Herforder Logenhaus. Seit der Gründung gehört sie dem Dachverband Frauen-Großloge von Deutschland an.

### Thistle & Saltire
Seit 25. Mai 2024 hat die schottische Freimaurerloge „Thistle & Saltire“ ihren Sitz im Logenhaus. Der Name bedeutet „Distel & Andreaskreuz“, wobei die Distel die schottische Nationalpflanze und das weiße Andreaskreuz auf blauem Hintergrund die Flagge Schottlands sind. Die Loge ist die einzige in Deutschland, die nach schottischem Ritual in englischer Sprache praktiziert. Ursprünglich wurde die Loge nach dem Zweiten Weltkrieg von Mitgliedern der britischen Streitkräfte in Osnabrück gegründet, wechselte später nach Berlin und hat nun ihre Basis nach Herford verlegt. Der Grund ist, dass viele Mitglieder aus militärnahen Familien oder Personen bestehen, die mit der Rheinarmee in Verbindung standen und in Ostwestfalen-Lippe ihre neue Heimat gefunden haben. Die Loge ist aber nicht nur für Schotten oder ehemaligen Armeeangehörige zugänglich, die Mitglieder sollten allerdings relativ gut Englisch sprechen und Schottisch verstehen.
Die Nummer 1040, die die Loge trägt, bezieht sich auf das Jahr 1040. Am 14. August 1040 besiegte der Heerführer Macbeth den damaligen König Duncan I. in der Schlacht bei Elgin und bestieg selbst den Thron. Normalerweise werden die Nummern der Logen von den Großlogen   der Reihe nach ausgegeben. In diesem Fall wurde auf Wunsch der Loge eine höhere Nummer vergeben. Wie die Loge The Rose of Minden ist Thistle & Saltire Mitglied der Grand Lodge of British Freemasonry in Germany.

### Weiterführende Logen
Der Loge „The Rose of Minden“ sind weiterführende britische Logen angeschlossen, von denen bei den folgenden Logen die Adresse des Herforder Logenhauses angegeben ist: Mark Master Masons, Royal Ark Mariners, The Red Cross of Constantine, Knights Templar, Knights of Malta, Knights Templar Priests und The Holy Order of Wisdom.

## Ehemalige Logen im Logenhaus

### sapere aude
Die Loge „sapere aude“ e. V. versteht sich als Freimaurerloge für Ostwestfalen-Lippe, hatte aber zwischenzeitlich ihren Sitz im Herforder Logenhaus. Im Jahre 2012 trafen sich zum ersten Mal Brüder verschiedener Logen, um in Bielefeld eine neue Loge zu gründen. Nachdem im gleichen Jahr die Gründung des Vereins erfolgt war, fand im Februar 2013 die erste Mitgliederversammlung statt. Zu diesem Zeitpunkt hatte die neue Loge zehn, Anfang 2017 17 Mitglieder.
Als Name für die neue Loge wurde das Motto der Aufklärung gewählt: sapere aude. Es ist ein lateinisches Sprichwort und bedeutet Wage es, weise zu sein. Meist wird es in der Interpretation Immanuel Kants zitiert, der es 1784 zum Leitspruch der Aufklärung erklärte: „Habe Mut, dich deines eigenen Verstandes zu bedienen!“
Die Freimaurerloge „sapere aude“ e.V. ist Mitgliedsloge der Großloge der „Alten Freien und Angenommenen Maurer von Deutschland“ (A.F.u.A.M.v.D.)
Seit 2024 hat diese Loge ihren Sitz in Gütersloh.

### Britannia Lodge
Die „Britannia Lodge“ wurde 1957 in Bielefeld gegründet. Von 1962 bis 1974 und während der Corona-Pandemie 2020 bis 2023 wurde das Herforder Logenhaus genutzt. Vorher, dazwischen und danach fanden die Treffen im Bielefelder Lessinghaus statt. Die Loge ist englischsprachig und Mitglied der Grand Lodge of British Freemasonry in Germany.